# Стоян Тилков
Стоян Тилков е български юрист, просветен деец и революционер, деец на Вътрешната македоно-одринска революционна организация.

## Биография
Стоян Тилков е роден на 18 януари 1870 година в демихисарското село Кърчово, тогава в Османската империя. Завършва турска гимназия в Солун през 1893 година и право в Цариград през 1897 година. През 1896 година отпечатва в Солун „Малък турско-български речник“, издание и печат на книжарницата на Коне Самарджиев.
В периода 1897 – 1904 година Тилков е преподавател в Цариградската българска духовна семинария и същевременно е член на Цариградския революционен комитет на ВМОРО. Между 1904 и 1906 година е секретар на българската църковна община в Сяр. По време на Сярската афера в края на 1905 година е арестуван от османските власти. След Младотурската революция в 1908 година става деец на Съюза на българските конституционни клубове и е избран за делегат на неговия Учредителен конгрес от Цариград. На втория конгрес на организацията е избран за представител на Цариградския вилает в Съюзния съвет. Сътрудничи с Панчо Дорев и става член на турския сенат.
По-късно преподава турски език в Софийския университет.